# Sharuhen

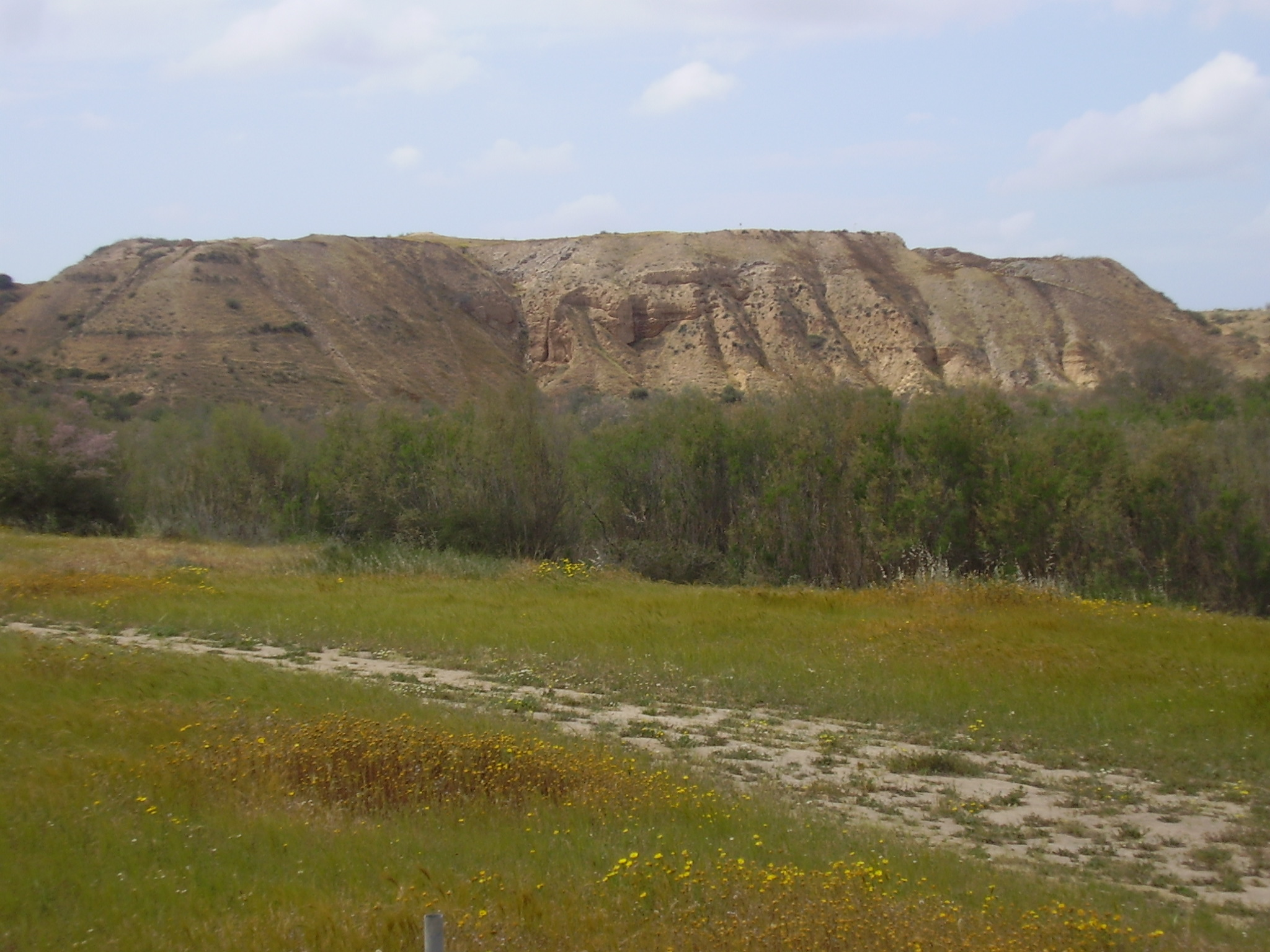
Södra Tell el-Farah

Sharuhen (hebreiska: שָׁרוּחֶן) var en forntida stad som troligtvis var belägen i Negevöknen eller i Gaza. Efter att egyptierna drev ut hyksos från Egypten vid slutet av 1500-talet f.Kr. skall de ha flytt till Sharuhen och befäst staden. Farao Ahmose I ledde en egyptisk armé till staden som belägrades i tre år innan den föll. Sharuhen brändes sedan ned.

## Historia
Kriget mot Hyksos hade varit långdraget och var dessutom personligt för den 17:e dynastin. Det första försöket att driva ut dem gjordes av Sekenenre som härskade över Övre Egypten men hans försök att återta Nedre Egypten slutade katastrofalt och han själv dräptes i strid. Sekenenres son Kamose gjorde även han ett misslyckat försök att inta Hyksos huvudstad Avaris och det var först i och med att hans yngre bror Ahmose I kom till makten som egyptierna slutligen lyckades driva ut Hyksos.
Efter att ha drivit ut Hyksos ur Nedre Egypten insåg Ahmose att det enda sättet att hindra att något liknande inträffade igen var att skaffa sig en buffert i Mellanöstern som sedan kunde skydda den östra passagen till Egypten och förstörelsen av Sharuhen var därmed endast början på en ny policy av förebyggande anfall mot möjliga hot mot Egypten. Ahmoses utrikespolitik av ett mer aggressivt Egypten fortsattes av hans son Amenhotep I och sedan av Amenhoteps son Thutmosis I. Thutmosis kom i sin tur att utvidga Egyptens gränser till att innefatta hela Levanten vilket gjorde riket större än någonsin tidigare. 
Sharuhen nämns även i Josua 19:6 i Gamla Testamentet, där staden beskrivs tillhöra Simeonstammen.

## Identifiering
Följande platser, samtliga i ett område längs Besor- och Gerar-floderna har identifierats som platsen där Sharuhen låg.
- Södra Tell el-Farah: Den plats som flest forskare anser vara Sharuhen. Tell el-Farah ligger vid Besorfloden nära gränsen till Gaza och utgrävdes för första gången av arkeologen Flinders Petrie på 1920-talet. Petrie identifierade platsen som Beth-Pelet från Josua 15:27 men arkeologen William F. Albright lade senare grunden för teorin om att ruinen var Sharuhen.[5]
- Tell el-Ajjul: Även denna ruin i Gaza utgrävdes av Petrie och han trodde att Ajjul var den forntida staden Gaza vilket senare har åtminstone delvis motbevisats. Arkeologen Aharon Kempinski föreslog 1970 att Tell el-Ajjul egentligen var ruinerna efter Sharuhen. Utgrävningar påbörjades igen 1999 av ett svensk-palestinskt team under ledning av Peter M. Fisher och Moain Sadeq.
- Tel Heror: Professor Anson Rainey har istället föreslagit att Tel Heror vid Gerarfloden vid gränsen till Gaza är Sharuhen. Tel Heror är beläget cirka 15 kilometer nordöst om Tell el-Farah och Raineys teori har fått stöd av arkeologen Donald Redford då ruinen visar att staden var den största i området under antiken samt att staden är geografiskt välplacerad.[6]